# Gwen Margolis
Gwen Margolis (Filadelfia, 4 de octubre de 1934-Aventura, Florida, 8 de junio de 2020) fue una política estadounidense, reconocida por haber sido la primera presidenta del Senado de la Florida.

## Carrera
Margolis sirvió en tres periodos diferentes en el Senado de la Florida: de 1980 a 1992, de 2002 a 2008 y de 2010 a 2016. Se desempeñó como Presidenta del Senado durante el período 1990-1992, convirtiéndose en la primera mujer presidenta y en la última presidenta en presidir una cámara mayoritariamente demócrata. Previo a su experiencia en el Senado, sirvió tres períodos en la Cámara de Representantes de la Florida, de 1974 a 1980.
Dejó el gobierno estatal en 1992, perdiendo ante Clay Shaw en un intento fallido de acceder al Congreso de los Estados Unidos. Después se convirtió en Comisionada del Condado de Dade (en la actualidad Miami-Dade) hasta que regresó al Senado Estatal.
Fue candidata al puesto de Tasadora de Propiedades del Condado de Miami-Dade en 2008, recibiendo la mayoría de votos en las elecciones generales del 4 de noviembre del mismo año. Sin embargo, debido a no haber recibido al menos el cincuenta por ciento de los votos más uno, tuvo que enfrentarse a la siguiente persona que obtuvo más votos, Pedro García Jr., en una segunda vuelta el 16 de diciembre de 2008. Margolis presentó una demanda para evitar la segunda vuelta, argumentando que, dado que la oficina del tasador es una posición constitucional, la ley estatal no debería exigir una segunda vuelta. Su demanda no pudo evitar la segunda vuelta de la elección, en la cual perdió contra García.
Se postuló nuevamente para el Senado de Florida en 2010. Recibió la nominación del Partido Demócrata el 24 de agosto de 2010, derrotando a Kevin Burns en las elecciones primarias. Se retiró de la política después de las elecciones de 2016. En 2009 fue incorporada al Salón de la Fama de las mujeres de Florida por su influencia en la política del estado de la Florida.

### Fallecimiento
Margolis falleció a los 85 años el 8 de junio de 2020. Su familia aseguró a los medios que murió por causas naturales.